# Строїтель (Бєлгородська область)
Строї́тель (рос. Строитель) — місто, центр Яковлевського району Бєлгородської області Росії.
Населення міста становить 21 896 осіб (2008; 18,4 тис. в 2002, 14,3 тис. в 1989).

## Історія
Місто було закладене 1958 року як селище серед кукурудзяного поля. Статус міста отримало в 2000 році.

## Економіка
В місті працюють комбінати залізобетонних виробів та будівельних матеріалів, завод монтажних заготовок, видобувається залізна руда на Яковлевському родовищі.